# ジェームズ・コールフィールド (第3代チャールモント伯爵)
第3代チャールモント伯爵ジェームズ・モリニュー・コールフィールド（英語: James Molyneux Caulfeild, 3rd Earl of Charlemont KP、1820年10月10日 – 1892年1月12日）は、イギリスの貴族、政治家。1847年から1857年まで庶民院議員を、1849年から1864年までアーマー統監を、1864年から1892年までティロン統監を務めた。

## 生涯
第2代チャールモント伯爵フランシス・コールフィールドとアン・バーミンガム（Anne Bermingham、1780年頃 – 1876年11月23日、ウィリアム・バーミンガムの娘）の息子として、1820年10月10日に生まれた。1837年10月2日、ケンブリッジ大学トリニティ・カレッジに入学した。
1842年にアーマー県長官を務め、1847年から1857年までホイッグ党員としてアーマー選挙区選出の庶民院議員を務めた。1849年7月3日から1864年2月8日までアーマー統監を、1864年3月3日から1892年1月に死去するまでティロン統監を務めた。
1863年12月26日に父が死去すると、チャールモント伯爵位を継承した。
1865年12月28日、聖パトリック勲章を授与された。
1892年1月12日にフランスのビアリッツで死去、16日にアーマー聖堂に埋葬された。息子がおらず、アイルランド貴族のチャールモント伯爵位と連合王国貴族のチャールモント男爵位は廃絶、アイルランド貴族のチャールモント子爵位は曽祖父ジェームズの弟チャールズの玄孫にあたるジェームズ・アルフレッド・コールフィールドが継承した。

## 家族

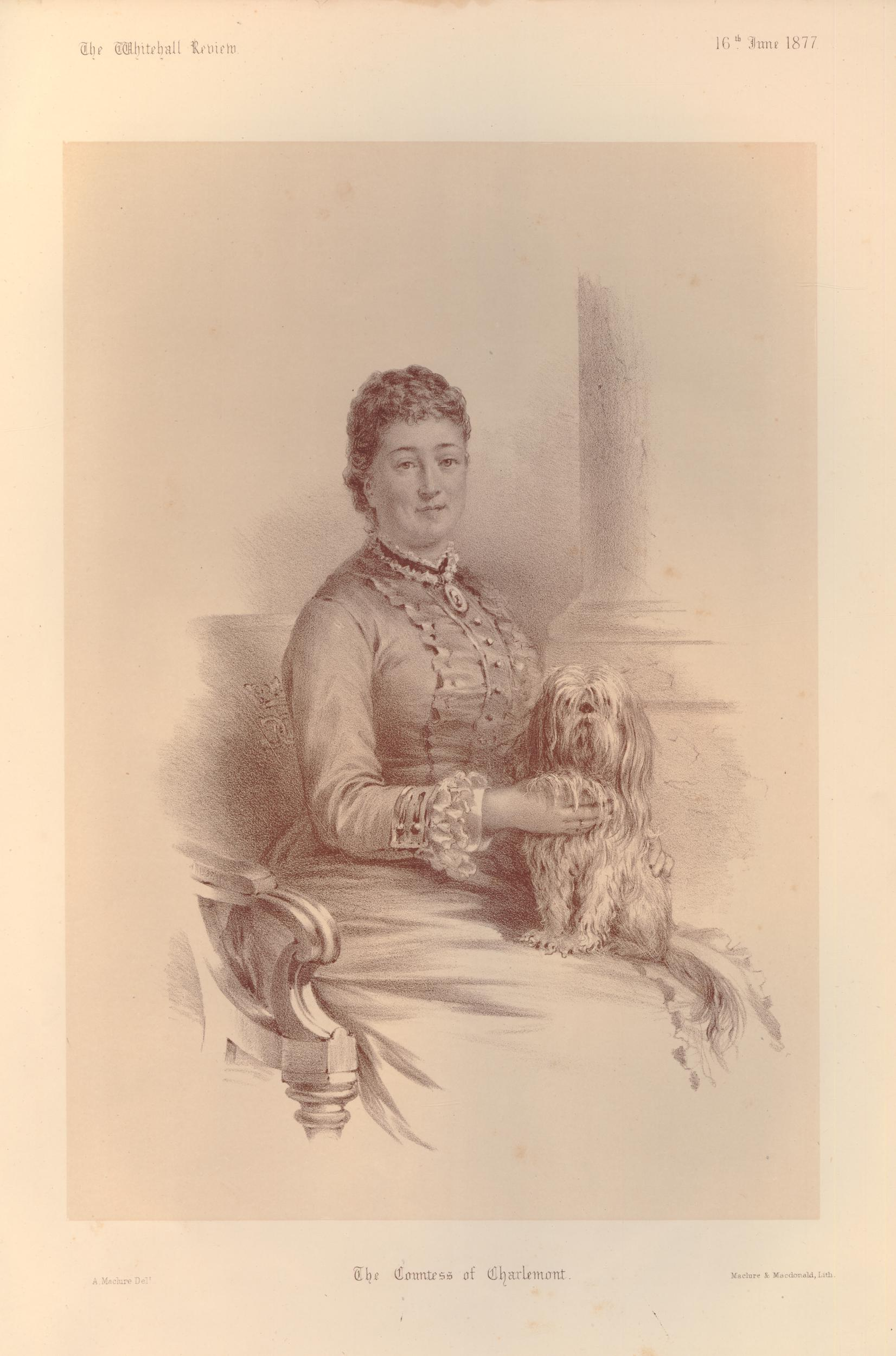
チャールモント伯爵夫人エリザベス・ジェーン、1877年。

1856年12月18日、エリザベス・ジェーン・サマーヴィル（1834年6月21日 – 1882年5月31日、初代アスラムニー男爵ウィリアム・サマーヴィルの娘）と結婚した。
1883年5月10日、アンナ・ルーシー・ランバート（Anna Lucy Lambart、1925年3月7日没、チャールズ・ジェームズ・ランバートの娘）と再婚した。